# Ronde van Spanje 2021/Zestiende etappe
De zestiende etappe van de Ronde van Spanje 2021 werd verreden op 31 augustus van Laredo naar Santa Cruz de Bezana. Het betrof een vlakke etappe over 180 kilometer.

## Uitslag
| Laredo – Santa Cruz de Bezana (180 km) |      |       |      |
| Plaats                                 | Naam | Ploeg | Tijd |
| Winnaar                                |      |       |      |
| 2                                      |      |       |      |
| 3                                      |      |       |      |

| Algemeen klassement |      |       |      |
| Plaats              | Naam | Ploeg | Tijd |
| Rode trui           |      |       |      |
| 2                   |      |       |      |
| 3                   |      |       |      |

## Nevenklassementen
| Puntenklassement |      |       |        |
| Plaats           | Naam | Ploeg | Punten |
| Groene trui      |      |       |        |
| 2                |      |       |        |
| 3                |      |       |        |

| Bergklassement        |      |       |        |
| Plaats                | Naam | Ploeg | Punten |
| Bolletjestrui (blauw) |      |       |        |
| 2                     |      |       |        |
| 3                     |      |       |        |

| Jongerenklassement |      |       |        |
| Plaats             | Naam | Ploeg | Punten |
| Witte trui         |      |       |        |
| 2                  |      |       |        |
| 3                  |      |       |        |

| Ploegenklassement |       |      |
| Plaats            | Ploeg | Tijd |
|                   |       |      |
| 2                 |       |      |
| 3                 |       |      |

## Opgaves
- Giulio Ciccone (Trek-Segafredo): Opgave tijdens de etappe vanwege een valpartij
- Rudy Molard (Groupama-FDJ): Opgave tijdens de etappe vanwege een valpartij
- Sep Vanmarcke (Israel Start-Up Nation): Opgave tijdens de etappe vanwege een valpartij

1e etappe ·
2e etappe ·
3e etappe ·
4e etappe ·
5e etappe ·
6e etappe ·
7e etappe ·
8e etappe ·
9e etappe ·
10e etappe ·
11e etappe ·
12e etappe ·
13e etappe ·
14e etappe ·
15e etappe ·
16e etappe ·
17e etappe ·
18e etappe ·
19e etappe ·
20e etappe ·
21e etappe
Startlijst · Eindstanden · Afbeeldingen